# Il était une fois à Bobo-Dioulasso
Pour plus de détails, voir Fiche technique et Distribution.
Il était une fois à Bobo-Dioulasso est un documentaire français réalisé en 2005.

## Synopsis
Bobo-Dioulasso, la deuxième ville la plus importante du Burkina Faso, célèbre chaque année le festival international de contes et de musique « Yeleen ». Sur la scène ou dans les cours des maisons des quartiers populaires, les conteurs arrivés d’Afrique et d’ailleurs échangent « la palabre » et essaient de la faire retentir dans le tumulte d’aujourd’hui. Guidé par ses témoignages, ce documentaire révèle l’univers des conteurs, qui cherchent à partager leur art, et accompagne leurs doutes.

## Fiche technique
- Réalisation : Carmen Arza Hidalgo, Sylvain Piot
- Production : Les Productions de la Lanterne
- Scénario : Carmen Arza Hidalgo, Sylvain Piot
- Image : Carmen Arza Hidalgo
- Son : Sylvain Piot
- Montage : Sylvain Piot